# راک‌وود (ویسکانسین)
راک‌وود (به انگلیسی: Rockwood) یک منطقهٔ مسکونی در ایالات متحده آمریکا است که در شهرستان منیواک، ویسکانسین واقع شده‌است. راک‌وود ۲۱۰٫۹۲ متر بالاتر از سطح دریا واقع شده‌است.